# 储食性
储食性是指一些动物为了防止食物来源的断绝，而预先储存一些寻找来的食物之行为。典型的例子是狗，将找来的骨头埋起来。是一种在长期演化过程中形成的习惯，随时间的流逝而一直保存了下来。